# Fijnsparkegelmot
De fijnsparkegelmot (Assara terebrella) is een vlinder uit de familie snuitmotten, de Pyralidae. De spanwijdte van de vlinder bedraagt tussen de 21 en 24 millimeter.

## Waardplant
De fijnsparkegelmot heeft de fijnspar als waardplant.

## Voorkomen in Nederland en België
De fijnsparkegelmot is in Nederland en in België een schaarse soort. De soort kent één generatie, die vliegt van mei tot in september.